# 拉克萊德鎮區 (伊利諾伊州費耶特縣)
拉克萊德鎮區（英語：LaClede Township）是位於美國伊利諾伊州費耶特縣的一個行政鎮區。

## 地方資料
根據2010年美國人口普查的數據，拉克萊德鎮區的面積為95.40平方千米，當中陸地面積為95.30平方千米，而水域面積為0.10平方千米。當地共有人口891人，而人口密度為每平方千米9.34人。